# T&E Soft
Technology and Entertainment Software (melhor conhecido como T&E Soft) foi uma desenvolvedora de jogos eletrônicos fundada em 1982. Apesar de eles terem feitos jogos em uma variedade de gêneros, eles são melhor conhecidos nos Estados Unidos pelos jogos de golfe. Mudou de nome para D Wonderland Inc  em 2002.